# Ligidium elrodii
Ligidium elrodii là một loài chân đều trong họ Ligiidae. Loài này được Packard miêu tả khoa học năm 1873.